# Градовский, Залман
Залман Градовский, также Хаим Залман Градовский (1910, Сувалки — 7 октября 1944, Освенцим) — польский еврей, заключённый концлагеря Освенцим во время Холокоста в оккупированной Польше. Он был этапирован в концлагерь в ноябре 1942 года на спецпоезде из сборного лагеря у деревни Колбасино, обслуживающего Гродненское гетто. После «отбора» члены его семьи погибли. Его послали работать в зондеркоманду узников Освенцима.

## Тайный дневник
Залман Градовский, попав в Освенцим, начал вести секретный дневник, чтобы засвидетельствовать будущим поколениям свою и лагерную жизнь. Он спрятал свой блокнот в лагере, как капсулу времени. В дневнике Градовский дал подробное описание процесса уничтожения евреев в Освенциме. Залман был одной из ключевых фигур в подполье зондеркоманды и был убит во время восстания 7 октября 1944 года.
Цитата из дневника Градовского использована в качестве эпиграфа для книги 2015 года KL: A History of the Nazi Concentration Camps: «Пусть мир хотя бы увидит каплю, частицу этого трагического мира, в котором мы жили.».
Дневник был опубликован в переводах на русский и немецкий языки.